# عالمي 2.0 (ألبوم)
ماي ورلد 2.0 (بالإنجليزية: My World 2.0)‏ (بالعربية: عالمي 2.0) هو أول ألبوم إستديو للمغني الكندي جاستن بيبر. تم إصدار الألبوم في 19 مارس 2010 من قبل آيلاند ريكوردز. ويعتبر الجزء الثاني من مشروع مكون من جزئين، حيث كانت الأسطوانة المطولة ماي ورلد (2009) هي الجزء الأول من المشروع. بعد توقيع عقد تسجيلي بعد نمو شعبيته علي موقع يوتيوب، عمل بيبر مع العديد من المنتجين، منهم معلمه أشر، والمنتجين تريكي ستيوارت، وذا-دريم، وميدي مافيا. يتكون الألبوم من عناصر موسيقى البوب، والآر أند بي، والهيب هوب التجريبي. ويتحدث عن رومانسية الشباب، ومواقف التقدم في العمر.
حصل ألبوم ماي ورلد 2.0 علي مراجعات مواتية بشكل عام من قبل نقاد الموسيقى، والذين أثنوا علي إنتاجه. وحصل علي المرتبة الأولي في لائحة بيلبورد 200 للألبومات بالولايات المتحدة مع مبيعات الأسبوع الأول بحوالي 283000 نسخة. وبذلك أصبح بيبر أصغر الفنانين المنفردين الذكور سنا المتصدرين اللائحة منذ ستيفي وندر في 1963. ومع احتلال ألبوم ماي ورلد 2.0 المرتبة الخامسة في اللائحة في هذا الأسبوع، أصبح بيبر أول فنان يشغل موضعين من أصل أعلي خمس مواضع حسب التصنيف منذ نيللي في 2004. أصبحت مبيعات الألبوم ضخمة في الأسبوع الثاني من إصداره بالولايات المتحدة، وهو ما جعله أول ألبوم يحقق مبيعات عالية في الأسبوع الثاني من إصداره منذ ألبوم البيتلز 1 (2000). كما أحتل ألبومه المرتبة الثانية علي التوالي في كندا، وأصبح ثاني ألبوماته التي أحتلت المركز الأول هناك بعد ماي ورلد. وفي الأسبوع الثاني من إصداره أحتل الألبوم المرتبة الأولي في أيرلندا، وأستراليا، ونيوزيلندا. كما تم ترسيمه ضمن أعلي عشر ألبومات في خمسة عشر دول أخري. دعم بيبر الألبوم في الجولة الموسيقية الأولي العالمية ماي ورلد تور (2010–2011).
سبق إصدار الألبوم إصدار الأغنية المنفردة الرئيسية «بيبي» مع الرابر الأمريكي لوداكريس، والتي تم إصدارها في 18 يناير 2010، وأغنيتان منفردتان ترويجيتان رقميتان «نيفر ليت يو غو» في 2 مارس 2010، و«يو سمايل» في 16 مارس 2010. تم بث أغنية «سومبودي تو لوف» في الراديو كثالث أغنية منفردة رسمية للألبوم في 20 أبريل 2010، وتم إصدار «يو سمايل» للراديو كرابع أغنية منفردة رسمية للألبوم في 24 أغسطس 2010. ترشح الألبوم لجائزة غرامي كأفضل ألبوم بوب صوتي في حفل توزيع جوائز الغرامي الثالث والخمسين.

## قائمة أغانى الألبوم
- بيبي مع لوداكريس
- سومبودي تو لوف
- عالق في اللحظة
- يو سمايل
- حب هارب
- نيفر ليت يو غو
- عرض البحر مع جيسيكا جاريل
- إيني ميني مع شون كينغستون
- فوق
- لابد أن يكون أنا

## روابط خارجية
- ماي ورلد 2.0 على موقع ميتاكريتيك (الإنجليزية)
- ماي ورلد 2.0 على موقع الموسوعة البريطانية (الإنجليزية)
- ماي ورلد 2.0 على موقع أول موفي (الإنجليزية)